# Credo

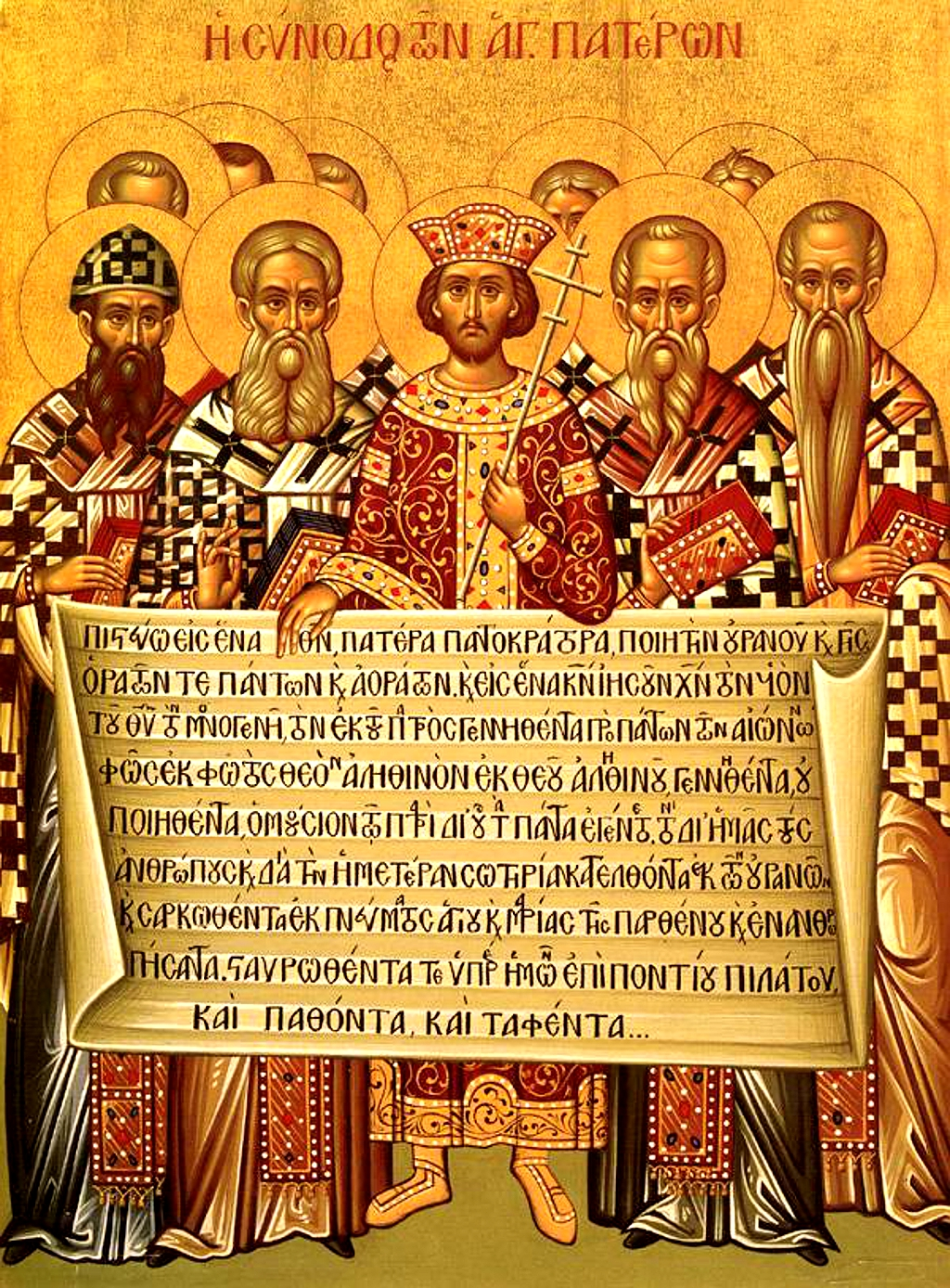
Ícone representando o imperador Constantino (centro) e os Padres do Primeiro Concílio de Niceia (325) como detentores do credo niceno-constantinopolitano de 381

Um credo (também conhecido como confissão, símbolo ou declaração de fé) é uma declaração das crenças compartilhadas da comunidade (muitas vezes religiosa) na forma de uma fórmula fixa que resume os princípios fundamentais.
O mais antigo credo no cristianismo, "Jesus é Senhor", teve origem nos escritos de São Paulo. Um dos credos mais amplamente usados no cristianismo é o Credo de Niceia, formulado pela primeira vez em 325 d. C. no Primeiro Concílio de Niceia. Foi baseado no entendimento cristão dos Evangelhos Canônicos, nas cartas do Novo Testamento e, em menor grau, no Antigo Testamento. A afirmação deste credo, que descreve a Trindade, é geralmente tomada como um teste fundamental da ortodoxia para a maioria das denominações cristãs. O Credo dos Apóstolos também é amplamente aceito. Algumas denominações cristãs e outros grupos rejeitaram a autoridade desses credos.
Os muçulmanos declaram a shahada, ou testemunho: "Presto testemunho de que não há deus senão o Deus Único (Alá), e testemunho de que Maomé é o mensageiro de Deus".
Se o judaísmo é baseado em credo, tem sido motivo de alguma controvérsia. Embora alguns digam que o judaísmo é sem credo na natureza, outros dizem que reconhece um único credo, o Shema Yisrael, que começa assim: "Ouve, ó Israel:. O Senhor nosso Deus, o Senhor é um".

## Terminologia
A palavra credo é particularmente usada para uma declaração concisa que é recitada como parte da liturgia . O termo é anglicizado do termo latino credo "eu creio", o incipit dos textos em latim do Credo dos Apóstolos e do Credo Niceno. Às vezes, um credo é chamado de símbolo em um significado especializado dessa palavra (que foi introduzida pela primeira vez no inglês médio tardio nesse sentido), com base no latim symbolum "credo" (como em Symbolum Apostolorum = "Credo dos Apóstolos"), a partir do grego Symbolon "sinal, lema".
Algumas declarações mais longas de fé na tradição protestante são chamadas de "confissões de fé" ou simplesmente "confissão" (como, por exemplo, a Confissão Helvética). Dentro do evangelicalismo, os termos "declaração doutrinária" ou "base doutrinária" tendem a ser preferidos. As declarações doutrinais podem incluir posições sobre lecionário e traduções da Bíblia, particularmente em igrejas fundamentalistas do movimento King James Only.
O termo credo às vezes é estendido a conceitos comparáveis em teologias não cristãs; assim, o conceito islâmico deʿaqīdah (literalmente "vínculo, laço") é frequentemente traduzido como "credo".

## Credos cristãos
Vários credos se originaram no cristianismo.
- 1 Coríntios 15, 3-7 inclui um credo antigo sobre a morte e ressurreição de Jesus, que provavelmente foi recebido por Paulo. A antiguidade do credo foi localizada pela maioria dos estudiosos da Bíblia até cinco anos após a morte de Jesus, provavelmente originada da comunidade apostólica de Jerusalém.[5]
- O Antigo Credo Romano é uma versão anterior e mais curta do Credo dos Apóstolos. Baseava-se nas Regras de Fé do século II e na declaração de fé interrogativa para aqueles que recebiam o batismo, que no século IV estava em toda parte de estrutura tripartite, seguindo Mateus 28:19.
- O Credo dos Apóstolos é amplamente usado pela maioria das denominações cristãs para propósitos litúrgicos e catequéticos.
- O Credo Niceno reflete as preocupações do Primeiro Concílio de Niceia em 325, que tinham como principal objetivo estabelecer o que os cristãos acreditavam.[6]
- O Credo Calcedônia foi adotado no Conselho de Calcedônia em 451 na Ásia Menor. Ele define que Cristo é "reconhecido em duas naturezas", que "se juntam em uma pessoa e hipóstase".
- O Credo Atanásio (Quicumque abutre) é uma declaração de crença cristã focada na doutrina trinitária e na cristologia. É o primeiro credo em que a igualdade das três pessoas da Trindade é explicitamente declarada e difere dos credos Niceno e dos Apóstolos na inclusão de anátemas ou condenações daqueles que discordam do credo.
- O Credo Tridentino estava inicialmente contido na bula papal Iniunctum Nobis, emitida pelo Papa Pio IV em 13 de novembro de 1565. O credo pretendia resumir o ensino do Concílio de Trento (1545–1563).
- O Credo Maasai é um credo composto em 1960 pelo povo Maasai da África Oriental em colaboração com missionários da Congregação do Espírito Santo. O credo tenta expressar o essencial da fé cristã dentro da cultura Maasai.
- O Credo do Povo de Deus é uma profissão de fé que o Papa Paulo VI publicou com o motu proprio Solemni hac liturgia de 30 de junho de 1968. O Papa Paulo VI falou dele como "uma profissão de fé, ... um credo que, sem ser estritamente falando uma definição dogmática, repete em substância, com alguns desenvolvimentos exigidos pela condição espiritual de nosso tempo, o credo de Niceia, o credo da tradição imortal da santa Igreja de Deus".

## Confissões cristãs de fé
As denominações protestantes são geralmente associadas a confissões de fé, que são semelhantes aos credos, mas geralmente mais longas.
- Os sessenta e sete artigos dos reformadores suíços, redigidos por Zwingli em 1523;
- A Confissão Schleitheim da Irmandade Suíça Anabatista em 1527;
- A Confissão de Augsburgo de 1530, obra de Martinho Lutero e Filipe Melanchthon, que marcou o cisma com Roma;
- A Confissão Tetrapolitana da Igreja Reformada Alemã, 1530;
- Os Artigos de Esmalcalda de Martinho Lutero, 1537
- A Confissão de Fé da Guanabara, 1558;
- A Confissão Gálica, 1559;
- A Confissão Escocesa, elaborada por John Knox em 1560;
- A Confissão Belga[7] elaborada por Guido de Bres[8] em 1561;
- Os Trinta e Nove Artigos da Igreja da Inglaterra em 1562;
- A Fórmula da Concórdia e seu epítome em 1577;
- Os Artigos Irlandeses em 1615;
- A Confissão Batista de Fé (1644)
- A Confissão de Fé de Westminster, em 1647, foi obra da Assembleia dos Divinos de Westminster e se recomendou às Igrejas Presbiterianas de todos os povos de língua inglesa e também em outros idiomas.
- A Declaração de Savoia[9] de 1658, que foi uma modificação da Confissão de Westminster para se adequar à política congregacionalista;
- A Confissão Batista (1689);
- A Confissão de Fé dos Metodistas Calvinistas (Presbiterianos) do País de Gales[10] de 1823.
- A Declaração das Verdades Fundamentais das Assembleias de Deus (1916)
- A Confissão de Fé da Igreja Metodista Unida, adotada em 1968

## Cristãos sem credos
Algumas denominações cristãs, e particularmente as que descendem da Reforma Radical, não professam um credo. Essa postura é frequentemente chamada em inglês de "non-creedalism". A Sociedade Religiosa de Amigos, também conhecida como Quakers, considera que eles não precisam de formulações de fé para credos. A Igreja dos Irmãos e outras igrejas da Irmandade Schwarzenau também não adotam credo, referindo-se ao Novo Testamento, como sua "regra de fé e prática". Testemunhas de Jeová contrastam "memorizar ou repetir credos" com agir para "fazer o que Jesus disse". Universalistas unitários não compartilham um credo.
Muitos protestantes evangélicos igualmente rejeitam credos como declarações definitivas de fé, mesmo concordando com a substância de alguns credos. Os batistas não têm credo "na medida em que não procuraram estabelecer confissões autoritárias de fé obrigatórias entre si".:111 Embora muitos batistas não se oponham aos credos antigos, eles os consideram "não tão finais que não possam ser revisados e reexpressos. Na melhor das hipóteses, os credos têm uma penultimidade sobre eles e, por si mesmos, nunca poderiam ser a base da comunhão cristã".:112 Além disso, as "confissões de fé" batistas costumam ter uma cláusula como esta da Primeira Confissão Batista de Londres (Particular) (Edição revisada, 1646):

Também confessamos que agora sabemos, mas em parte, e que ignoramos muitas coisas que desejamos e procuramos saber: e se alguém nos fizer essa parte amistosa para nos mostrar da Palavra de Deus que não vemos, devemos ter motivos para agradecer a Deus e a eles.
Reservas semelhantes sobre o uso de credos podem ser encontradas no Movimento de Restauração e em seus descendentes, na Igreja Cristã (Discípulos de Cristo), nas Igrejas de Cristo e nas Igrejas Cristãs e Igrejas de Cristo. Os restauracionistas professam "nenhum credo a não ser Cristo".
O bispo John Shelby Spong, bispo episcopal aposentado de Newark, escreveu que dogmas e credos eram apenas "um estágio de nosso desenvolvimento" e "parte de nossa infância religiosa". Em seu livro, Sins of the Scripture, Spong escreveu que "Jesus parecia entender que ninguém pode finalmente encaixar o Deus santo em seus credos ou doutrinas. Isso é idolatria."

Muitas pessoas disseram (o Credo dos Apóstolos), mas entenderam o que estava dizendo e o que queriam dizer com isso de maneira bem diferente. Por mais que tentassem, eles não poderiam encerrar esse debate perene. Eles não podem estabelecer um consenso e não podem concordar com o significado dessa frase que havia sido "entregue aos santos". Não ocorreu a essas pessoas que a tarefa que estavam tentando realizar não era uma possibilidade humana, que o mistério de Deus, incluindo o Deus que eles acreditavam ter encontrado em Jesus, não pudesse ser reduzido a palavras e conceitos humanos ou capturado dentro de credos humanos. Eles também não entenderam que quanto mais rigorosas e específicas suas palavras se tornassem, menos elas alcançariam a tarefa de unificar a igreja. Tudo o que os credos já fizeram foi definir aqueles que estão do lado de fora, que não eram verdadeiros crentes; e, portanto, sua principal conquista foi estabelecer um eterno conflito entre os "dentros" e os "foras", um conflito que degenerou repetidamente no tipo mais sombrio de comportamento cristão, incluindo imperialismo, tortura, perseguição, morte e guerra.
Nas igrejas reformadas suíças, houve uma querela sobre o Credo dos Apóstolos em meados do século XIX. Como resultado, a maioria das igrejas reformadas cantonais parou de prescrever qualquer credo em particular.
Nas seitas do Movimento dos Santos dos Últimos Dias, os Artigos de Fé são uma lista composta por Joseph Smith como parte de uma carta de 1842 enviada a "Long" John Wentworth, editor do Democrata de Chicago. É canonizada com a "Bíblia", o "Livro de Mórmon", "Doutrina e Convênios" e Pérola de Grande Valor, como parte das obras padrão de A Igreja de Jesus Cristo dos Santos dos Últimos Dias.

As obras de credo incluem: 
- "Direção" por Oliver Cowdery (Messenger and Advocate 1(1), October 1834, p. 2)
- Carta Wentworth (1842)
- Articles of Faith (Latter Day Saints) (1880)
- Manifesto de 1890
- Segundo Manifesto (1904)
- 1978 Revelation on Priesthood
- The Family: A Proclamation to the World (1995)
- The Living Christ: The Testimony of the Apostles (2000)
- God Loveth His Children (2007)
- Handbook (LDS Church) (2010) - um trabalho unificando escritura e credo com eclesiologia e regimento.
- For the Strength of Youth (2011)

## Credo judaico
Se o judaísmo é de caráter de credo, gerou alguma controvérsia. O rabino Milton Steinberg escreveu que "por sua natureza, o judaísmo é avesso a credos formais que, necessariamente, limitam e restringem o pensamento" e afirmou em seu livro Basic Judaism (1947) que "o judaísmo nunca chegou a um credo". A Plataforma Centenária de 1976 da Conferência Central dos Rabinos Americanos, uma organização de rabinos reformados, concorda que "o judaísmo enfatiza a ação, e não o credo, como expressão principal de uma vida religiosa".
Outras, no entanto, caracterizam o Shemá Israel [Deuteronômio 6:4] como uma declaração de credo em estrito monoteísmo incorporado em uma única oração: "Ouve, ó Israel, o Senhor é nosso Deus, o Senhor é Um" (em hebraico:  שמע ישראל אדני אלהינו אדני אחד; transliterado Shema Yisrael Adonai Eloheinu Adonai Echad).
Uma declaração notável dos princípios judaicos de fé foi elaborada por Maimônides como seus 13 princípios de fé.

## Credo islâmico
A shahada, a afirmação em duas partes de que "não existe deus senão Deus; Muhammad é o mensageiro de Deus" é frequentemente chamada de "credo islâmico" e seu enunciado é um dos "cinco pilares".
Na teologia islâmica, o termo que mais corresponde a "credo" é ʿaqīdah (عقيدة). O primeiro credo desse tipo foi escrito como "uma resposta curta às prementes heresias da época", conhecido como Al-Fiqh Al-Akbar e atribuído a Abū Ḥanīfa. Dois credos bem conhecidos foram o Fiqh Akbar II "representante" dos al-Ash'ari, e Fiqh Akbar III, "representante" dos Ash-Shafi'i .
Iman (em árabe: الإيمان) na teologia islâmica denota a fé religiosa de um crente. Sua definição mais simples é a crença nos seis artigos de fé, conhecidos como arkān al-īmān.
1. Crença em Deus
2. Crença nos Anjos
3. Crença nos Livros Divinos
4. Crença nos Profetas
5. Crença no Dia do Julgamento
6. Crença na predestinação de Deus